# Faalangst
Faalangst of atychifobie is de angst om te falen, tekort te schieten of om aan bepaalde verwachtingen van jezelf of anderen niet te kunnen voldoen.

## Vormen van faalangst
Faalangst kan, afhankelijk van de aard van een te leveren prestatie of het gedrag waarover men onzeker is allerlei vormen aannemen. Voorbeelden zijn: de angst om te falen bij sportieve prestaties (een sportwedstrijd, gymnastiekles) valt onder motorische faalangst, cognitieve prestaties (huiswerk, proefwerk, rijexamen, een toelatings- of eindexamen) zijn cognitieve faalangst of sociale activiteiten (spreekbeurt, geven van een lezing) sociale faalangst. Ook het eigen uiterlijk, sociaal gedrag of seksuele prestaties kunnen bij volwassenen aanleiding zijn tot faalangst. Extreme vormen van faalangst worden gerekend tot angststoornissen. Examenvrees en plankenkoorts kunnen ook als vormen van faalangst worden gezien.

### Negatief of positief
Faalangst kan soms een negatieve maar soms ook een positieve uitwerking hebben. Bij positieve faalangst helpt de aanwezige angst en de daarbij optredende spanningstoestand juist om beter te functioneren, of zich beter te concentreren dan onder normale condities het geval is. De stress of nervositeit vormt hier als het ware een extra prikkel, en werkt daarom dus positief. Ook kan positieve faalangst leiden tot het extra goed voorbereiden op een moeilijke taak of situatie waar men tegenop ziet.
Negatieve faalangst heeft daarentegen een desorganiserend karakter, speciaal in situaties waarin men op de prestaties wordt beoordeeld (examens of taken die als moeilijk worden ervaren). Onder dergelijke omstandigheden gaat 'irrelevant gedrag' een hoofdrol spelen: transpireren, uitstelgedrag, gekke gedachten, tobben, trillende handen, slapeloosheid, hartkloppingen, enz. zorgen ervoor dat bijvoorbeeld leerlingen dingen vergeten zijn die ze onder normale omstandigheden wel wisten. Dat noem je een black-out. De hierbij optredende (extreme) stress en angst werken dan negatief. Dit kan zelfs tot een vicieuze cirkel leiden. De faalangstige persoon presteert onder zijn kunnen door de faalangst, waardoor voor hem of haar bevestigd wordt dat hij of zij 'het inderdaad niet kan'. Hierdoor zal deze persoon opnieuw faalangstig zijn bij de volgende gelegenheid, en zelfs erger omdat het 'de vorige keer immers ook was mislukt'. Het is ook mogelijk dat hij of zij om die reden de test of taak slechter voorbereidt, 'want ik faal sowieso'. In beide gevallen heeft dit tot resultaat dat de persoon opnieuw kan falen, en de faalangst in stand blijft of nog verder versterkt wordt, zodat de cirkel zich herhaalt.

### Realistisch of niet realistisch
Faalangst kan soms een realistische basis hebben. Zo kunnen veel negatieve ervaringen of mislukkingen de kans op faalangst vergroten. Ook kan in sommige situaties, zoals het optreden voor een groot publiek, veel op het spel staan: denk aan topsporters of bekende artiesten. Een concertpianist kan bang zijn om de partituur te vergeten, een toneelspeler om zijn rol te vergeten. Plankenkoorts
kan gezien worden als een specifieke vorm van faalangst die vaak bij podiumkunstenaars zoals toneelspelers, cabaretiers of musici optreedt.
Bij onrealistische faalangst is er sprake van een overmatig grote bezorgdheid of angst, die niet in verhouding staat tot de werkelijke kans op falen. Ook kan deze het gevolg zijn van een te hoog streefniveau, te strenge eisen aan zichzelf gesteld, te hooggespannen verwachtingen, of overschatting van de negatieve gevolgen van eventueel falen.

## Oorzaken
Faalangst kan het gevolg zijn van een sterke druk tot presteren in een bepaalde leeromgeving, maar ook van iemands karakter, zoals een gebrek aan zelfvertrouwen of sociale angst. Faalangst kan ook voortkomen uit de eigen innerlijke drang tot het leveren van prestaties, ook wel prestatiemotivatie genoemd. Bij kinderen kan faalangst optreden als een kind niet kan voldoen aan bepaalde eisen van de leerkracht of ouders , of als dezen de capaciteiten van het kind te hoog inschatten.
Faalangst kan worden versterkt als dezen niet de nadruk leggen op wat het kind goed doet, maar juist op wat het fout doet, en door het kind daarbij ook nog eens te stigmatiseren. Dit blijkt bijvoorbeeld door:
- Het beste resultaat dat een kind kan krijgen aan te duiden met "nul fout" (in plaats van "helemaal goed")
- Overdreven gebruik van het rode potlood bij het kleinste foutje van het kind.
- Bij teamsporten in gymnastiekles twee personen aanwijzen die om de beurt iemand mogen kiezen. Dit leidt wel tot min of meer gelijkwaardige team, maar ook tot bevestiging van faalangst bij sport omdat telkens dezelfde personen als laatste gekozen worden.
- Het hardop voorlezen van proefwerkresultaten in de klas, soms in volgorde van hoog naar laag en omgekeerd.
- Opmerkingen maken bij het voorlezen van deze resultaten, bijvoorbeeld 'ik zag een klein wondertje geschieden' als een zwakke leerling een 6 haalt, of 'had je het niet goed kunnen voorbereiden?' als een sterke leerling voor hetzelfde proefwerk eveneens een 6 haalt.
- Zwakkere leerlingen apart zetten ('dommentafeltje', het 'verdomhoekje').

## Tests
De Nederlandse psycholoog Hubert J.M. Hermans van de Katholieke Universiteit Nijmegen ontwierp een prestatiemotivatietest (PMT) (1967) voor volwassenen en een kinderversie (PMT-k) (1969) voor leerlingen van einde basisschool en aanvangsjaren middelbaar onderwijs. Deze tests worden veelvuldig gebruikt in het Nederlandse taalgebied.

## Behandeling, omgaan met faalangst

### Volwassenen
Extreme faalangst kan door middel van cognitieve gedragstherapie worden bestreden. Verwante therapievormen zijn assertiviteitstraining of RET (Rationeel-Emotieve Therapie). Daarbij wordt getracht de invloed van negatieve bijgedachten of fantasieën over faalgedrag te minimaliseren, en zich meer te concentreren op relevante aspecten van de taak of de te leveren prestatie zelf. Ook kan door oefening van bepaalde taken het vertrouwen in de eigen prestatie worden verhoogd, of een sterker accent worden gelegd op zaken als: het leren accepteren van eigen gebreken of een minder goede prestatie en het minder ‘hoog leggen van de lat’. Als faalangst een rol speelt bij optreden in het openbaar (zoals bij musici, toneelspelers of sprekers), kan het gebruik van kalmerende medicijnen (benzodiazepinen, bètablokkers) helpen om paniekgevoelens, hinderlijke bijgedachten of motorische bijverschijnselen (trillen van handen, onvaste stem) te onderdrukken of te verminderen.
In 2009, zei een rapport van Instituut 'over Studies Op de hoogte' dat bijna 60 miljoen Amerikanen met een of andere vorm van bezorgdheidsonbekwaamheid werden gediagnosticeerd.

### Kinderen
Bij sommige vormen van faalangst die vroeg verworven kunnen zijn, en eigenlijk teruggaan op opvoedingsstijl en karaktertrekken vanuit de kleuterleeftijd, is de therapie eerder een "leren mee omgaan" dan een "vanaf helpen". 
Men concentreert zich op de drie "g's" van de faalangstige persoon:
- gedachte "ik krijg zeker een vraag uit het hoofdstuk dat ik het minst heb geleerd" herformuleren
- gedrag "rondlopen, zweten, ..." veranderen, onder andere door relaxatie-oefeningen
- gevoelens van minderwaardigheid, mislukking, ... vervangen door succeservaringen, aanmoedigingen, taken die men wel aankan.

Faalangst bij kinderen kan voorkomen worden door een kind een veilig gevoel te geven, geen onduidelijke of tegenstrijdige opdrachten te geven, moeilijke taken herschikken in gemakkelijker deeltaken. En vooral het kind een realistisch beeld te geven over zijn prestaties, zonder overdreven te verbloemen of af te kraken.
In bijna 90% van de Nederlandse scholen voor voortgezet onderwijs wordt aan leerlingen in de brugklas en het eindexamenjaar een training aangeboden om beter om te gaan met faalangst. De orthopedagoog Ard Nieuwenbroek ontwierp daartoe in 1987 een trainingsprogramma. In geen enkel Europees land wordt in het onderwijs op deze manier aandacht besteed aan faalangst.